# Степаненко, Юрий Иванович
Юрий Иванович Степаненко — советский хозяйственный и государственный деятель, лауреат Государственной премии СССР за выдающиеся достижения в труде.

## Биография
Родился в 1943 году. Член КПСС.
В 1958—1991 годах — ученик слесаря, слесарь, военнослужащий Советской армии, токарь Ташкентского завода сельскохозяйственного машиностроения, бригадир комплексной бригады производственного объединения «Ташсельмаш» Министерства тракторного и сельскохозяйственного машиностроения СССР.
Депутат Верховного Совета Узбекской ССР 9-го созыва. Делегат XXVI съезда КПСС.
За большой личный вклад в улучшение качества и повышение технического уровня автомобильной и с/х техники был в составе коллектива удостоен Государственной премии СССР за выдающиеся достижения в труде 1989 года.
Жил в Ташкенте.

## Награды
- Орден Трудовой Славы II степени
- Орден Трудовой Славы III степени